# Orpund
Orpund é uma comuna da Suíça, situada no distrito administrativo de Bienna, no cantão de Berna. Tem 3,96 km² de área e sua população em 2018 foi estimada em 2.799 habitantes.